# Schörghofer (Familie)
Die Familie Schörghofer war eine während der Zeit des Nationalsozialismus in München und Miesbach lebende Familie, deren Mitglieder mehrere Juden vor dem Holocaust retteten und dafür 1968 von der israelischen Gedenkstätte Yad Vashem als Gerechte unter den Völkern ausgezeichnet wurden. Die Familie bestand aus dem Ehepaar Katharina und Karl, dem Sohn Karl Schörghofer junior und der Tochter Martha Schörghofer-Schleipfer.

## Zeit des Nationalsozialismus
Schörghofer senior (* 9. November 1879 in Hallein bei Salzburg, † 14. Mai 1962 in München) war ab 1923 Friedhofsverwalter des neuen jüdischen Friedhofs in München, zu dem u. a. auch eine Baumschule gehörte. Nach der Verabschiedung der Nürnberger Gesetze 1935 war die evangelische christliche Familie zunehmend Anfeindungen ausgesetzt. Da die Nationalsozialisten die Grabsteine und Skulpturen des Friedhofs verkaufen oder als Baumaterial für den Straßenbau verwenden wollten, verteidigten und versteckten die Schörghofers die Kulturgüter.
Familie Schörghofer versteckte ab 1943 wiederholt Juden auf dem Gelände des Friedhofs und der Baumschule, die sie so vor der Deportation in Vernichtungslager bewahren konnten. Ende Februar 1945, nach 14 Monaten im Versteck, wurden sieben versteckte Personen – drei Männer und vier Frauen – von einem Spitzel an die Gestapo verraten. Die meisten konnten rechtzeitig fliehen,  zwei wurden verhaftet. Den Schörghofers wurde für den Fall einer erneuten Hilfsaktion für Juden mit der Deportation ins KZ Dachau gedroht, trotzdem fand einer der Geflüchteten erneut Unterschlupf bei ihnen.
Ab 1943 arbeitete Schörghofer sen. mehrmals mit Joseph Sebastian Cammerer zusammen. So beerdigten Vater und Sohn Schörghofer eine von Cammerer versteckte Frau, die im Versteck Suizid begangen hatte, heimlich auf dem Münchner Friedhof. Cammerer und Schörghofer senior brachten zudem gemeinsam die junge Jüdin Gerda Neuberger, deren Verhaftung unmittelbar bevorstand, zu Schörghofers Tochter Martha Schörghofer-Schleipfer, die zusammen mit ihrem Mann in Miesbach (Oberbayern) wohnte. Dort verbrachte Neuberger die Zeit bis zum Kriegsende.
Die Gefahren, denen sich die Familie durch die Rettungsaktionen aussetzte, kommentierte Karl Schörghofer senior gegenüber Cammerer mit den Worten:

„Ich weiß, dass ich mein Leben gefährde, aber alles hat seinen Preis. Wenn jemand seine Mitmenschen retten will, muss er bereit sein, sein eigenes Leben zu riskieren.“

## Gedenken
Eine Gedenkstele des WiderstandsDenkmals am Platz der Freiheit (München) erinnert seit Juli 2016 an Karl Schörghofer.